# Yankiel León
Yankiel León Alarcón (Jobabo, 26 aprile 1982) è un pugile cubano.

## Palmarès
- Olimpiadi

Pechino 2008: argento nei pesi gallo.